# 里弗賽德 (密蘇里州)
里弗賽德（英語：Riverside）是位於美國密蘇里州普拉特縣的城市。

## 人口
根據2020年美國人口普查的數據，里弗賽德的面積為15.03平方千米，當中陸地面積為14.32平方千米，而水域面積為0.71平方千米。當地共有人口4013人，而人口密度為每平方千米267人。